# Трансамерика
«Трансамерика» (англ. Transamerica) — перший повнометражний художній фільм режисера Дункана Такера.

## Сюжет
Головна героїня фільму — транссексуалка Брі Осборн — живе в жіночому образі, працює на двох роботах і відкладає гроші для того, щоб зробити операцію з корекції статі. Одного разу Брі дізнається про існування у себе сина-підлітка Тобі, який заарештований за крадіжку і знаходиться в Нью-Йорку. Під виглядом місіонерки Брі забирає сина з поліції і вирушає з ним до Лос-Анджелеса. Історія стосунків Брі і Тобі та їх пригоди в дорозі й становлять сюжетну канву стрічки.

## У ролях
| Актор             | Роль                |
| ----------------- | ------------------- |
| Фелісіті Гаффман  | Брі Осборн          |
| Кевін Зегерс      | Тобі                |
| Фіоннула Фленаґан | Елізабет            |
| Грем Грін         | Келвін              |
| Веніда Еванс      | Эрлетти бабуся Тобі |
| Грант Монохон     | хіппі               |
| Берт Янг          | Мюрей               |
| Керрі Престон     | Сідні               |

## Нагороди
- У 2006 році фільм претендував на премію «Оскар» у двох номінаціях: за найкращу жіночу роль (Фелісіті Хаффман) і за пісню «Travelin' Thru» (Доллі Партон).